# 苫小牧東インターチェンジ
苫小牧東インターチェンジ（とまこまいひがしインターチェンジ）は、北海道苫小牧市字植苗にある道央自動車道のインターチェンジである。
道央自動車道と日高自動車道を結ぶジャンクションとしての役割も果たしている。ただし当インターチェンジでは一般道と日高自動車道との間で流出入はできない（後述）。

## 概要
当インターチェンジは一般道（北海道道91号苫小牧東インター線）と日高自動車道から道央自動車道方面の流出入だけができる構造となっており、一般道と日高自動車道との間での出入りはできない。当インターチェンジ付近で一般道と日高自動車道（浦河方向）を出入りする場合は、日高自動車道の沼ノ端東インターチェンジを利用することになる。
インターチェンジの料金所は苫小牧東本線料金所も併設しており、道央自動車道から日高自動車道へ向かう場合はここで沼ノ端西ICまでの料金を支払い、日高自動車道から道央自動車道へ向かう場合はここで沼ノ端西ICの通行券を受け取るかETC情報を記録する（日高自動車道はこの区間のみ東日本高速道路管轄の有料道路となっている）。

## 歴史
- 1978年（昭和53年）10月24日：道央自動車道・千歳IC - 苫小牧東IC間が開通。
- 1980年（昭和55年）10月29日：道央自動車道・苫小牧東IC - 苫小牧西IC間が開通。
- 1998年（平成10年）3月23日：日高自動車道・苫小牧東IC - 沼ノ端西IC間が開通[4]。
- 2013年（平成25年）8月3日：地域活性化インターチェンジ制度により新千歳空港ICが開通[5]。
- 2018年（平成30年）12月：IC番号が「6」から「22」に変更[注 1]。
- 2020年（令和2年）12月13日：地域活性化インターチェンジ制度により苫小牧中央ICが開通[8]。

## 周辺
- ニドム
  - ニドムクラシックコース
  - ホテルニドム
- ウトナイ湖
- 道の駅ウトナイ湖
- 北海道ブルックスカントリークラブ
- 千歳空港カントリークラブ
- 北海道リバーヒルゴルフ倶楽部
- 苫小牧ゴルフリゾート72エミナゴルフクラブ
- 苫小牧ゴルフリゾート72アイリスゴルフクラブ

## 接続する道路

### 道央自動車道から接続している道路
- 直接接続
  - E63 日高自動車道
  - 北海道道91号苫小牧東インター線

- 間接接続
  - 国道36号
  - 国道234号
  - 国道235号

### 日高自動車道・一般道から接続している道路
- E5 道央自動車道

## 料金所

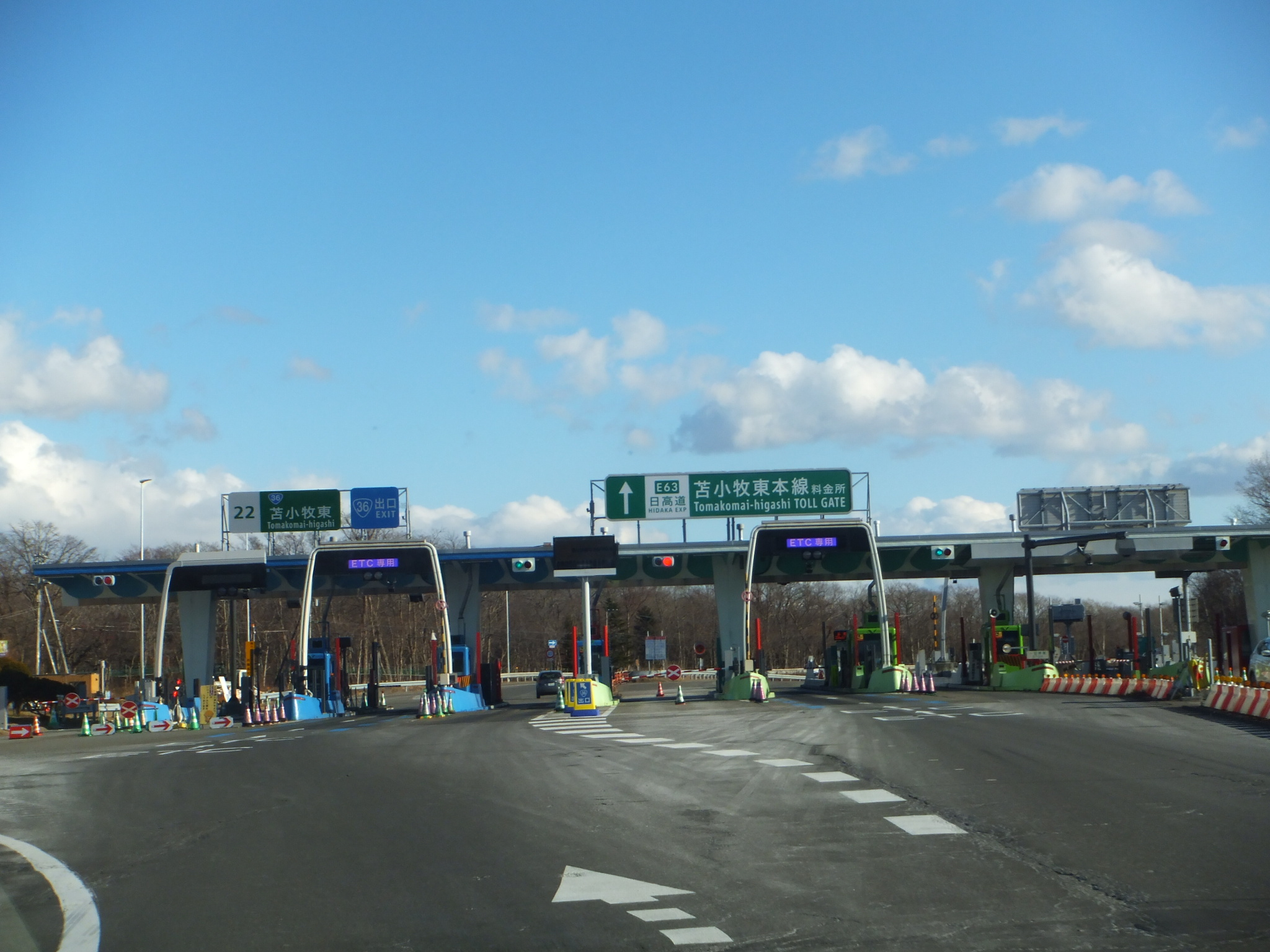
苫小牧東本線料金所

- 総ブース数：12

### 苫小牧東IC料金所
- 総ブース数：6

#### 入口
- ブース数：2
  - ETC専用：1
  - ETC/一般：1

#### 出口
- ブース数：4
  - ETC専用：2
  - 一般：2

### 苫小牧東本線料金所
- 総ブース数：6

#### 入口
- ブース数：3
  - ETC専用：1
  - 一般：2

#### 出口（日高道・浦河方向）
- ブース数：3
  - ETC専用：1
  - 一般：2

## 隣
E5 道央自動車道
(21)苫小牧中央IC - (22)苫小牧東IC - 美沢PA -  (23)新千歳空港IC
E63 日高自動車道（苫東道路）
(22)苫小牧東JCT/TB - (1)沼ノ端西IC